# Afaçá
Afaçá (Afaca, Afasa) ist ein osttimoresischer Suco im Verwaltungsamt Quelicai Antigo (Gemeinde Baucau).

## Geographie

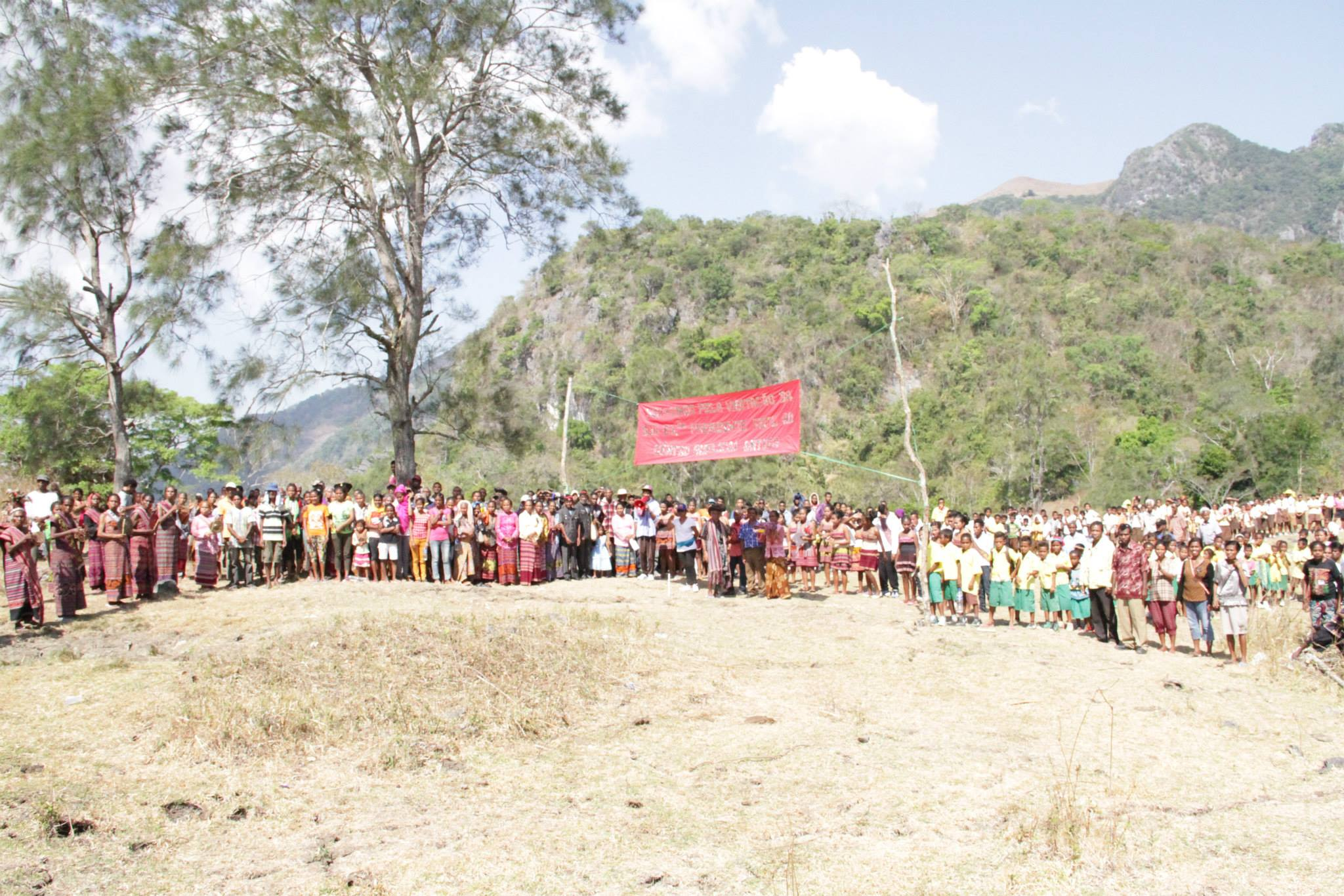
Großer Empfang für den Präsidenten (2014)

Der Suco liegt im Nordosten des Verwaltungsamts Quelicai Antigo. Die Westgrenze bildet der Fluss Uaimuhi. Im Norden grenzt Afaçá an das Verwaltungsamt Laga mit seinem Suco Tequinaumata. Afaçá hat eine Fläche von 16,85 km² und teilt sich in die drei Aldeias Boralai, Uligata und Vecubuti. Der Suco ist nur schlecht an die Außenwelt angeschlossen. Für die Parlamentswahlen in Osttimor 2007 mussten die Wahlurnen per Hubschrauber zum Wahllokal gebracht und abgeholt werden.
Der Ort Afaçá liegt im Südwesten des Sucos, auf einer Meereshöhe von 459 m. Seit 2024 ist er der Hauptort des Verwaltungsamtes Quelicai Antigo. Der erste Stein des Sitzes des Verwaltungsamtes wurde am 15. Juni 2023 gelegt. Der Ort Afaçá bildet mit den Orten Boralai (Barolai), Quelicai und Vecubuti (Uecobuti) ein zusammenhängendes Siedlungszentrum. Hier befindet sich die Grundschule des Sucos, die Escola Primaria Catolica Afaçá und eine medizinische Station. Im Süden liegen die Dörfer Loi Rae (Loirae) und Muturo.

## Einwohner
In Afaçá leben 1.380 Einwohner (2022), davon sind 692 Männer und 688 Frauen. Im Suco gibt es 247 Haushalte. Etwa 95 % der Einwohner geben Makasae als ihre Muttersprache an. Etwa 5 % sprechen Tetum Prasa.

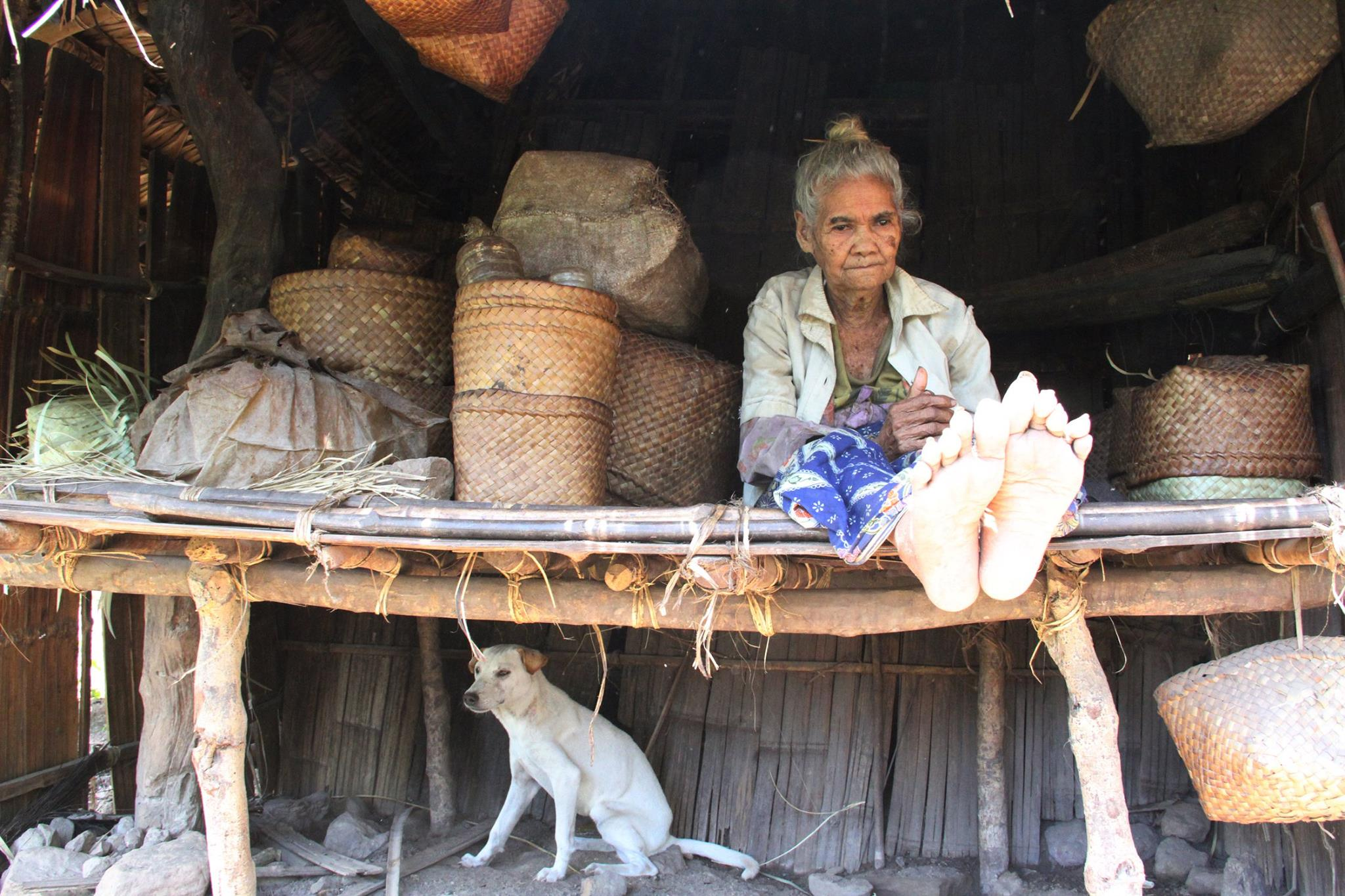
Alda Correira war angeblich 100 Jahre alt (2016)
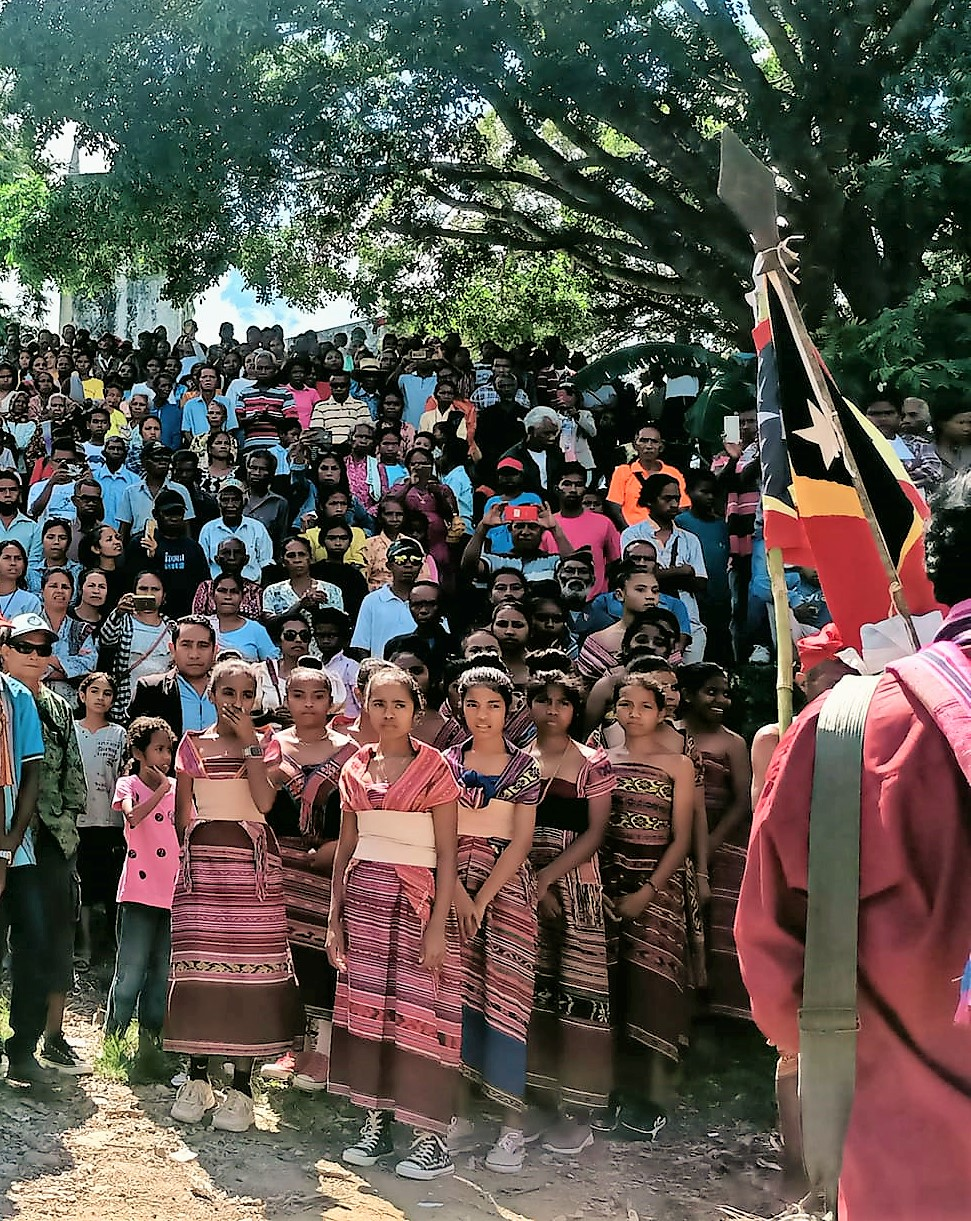
Junge Mädchen in Tracht

## Geschichte

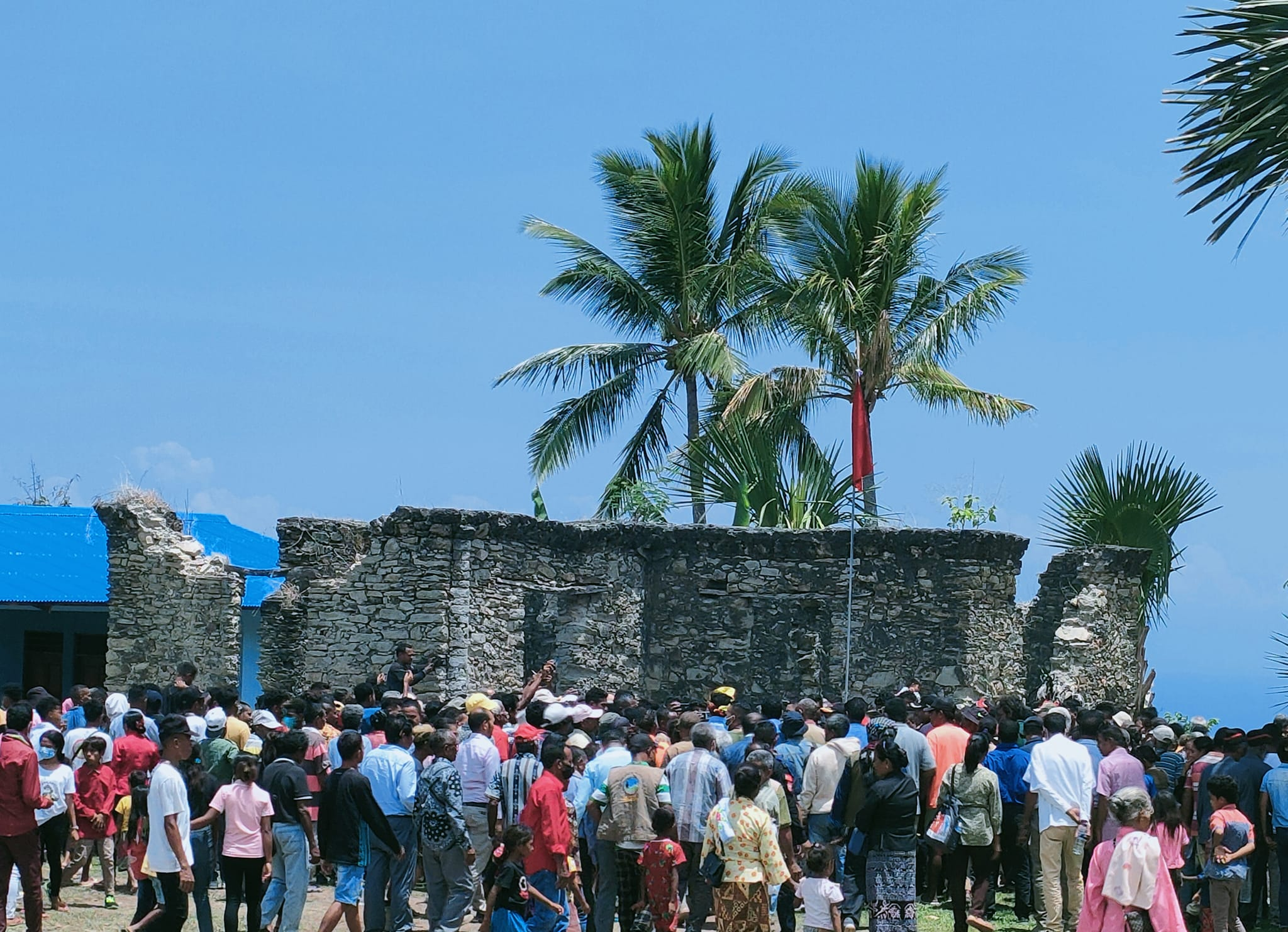
Ruine in Afaçá

In den 1930er Jahren wurde in Afaçá von Distriktsverwalter Armando Eduardo Pinto Correia ein Schulgebäude errichtet. Die Fassade der Escola do Reino no Kelikai stehen noch heute.
1977 flohen die Einwohner von Afaçá vor den indonesischen Invasoren zum Matebian. Dort siedelten sie sich in einer Widerstandsbasis (base de apoio) an. Im Oktober 1978 begannen die indonesischen Angriffe auf die Basis. Am 22. November wurde die FALINTIL von den Invasoren überrannt. Noch heute kann man Höhlen besichtigen, die den Widerstandskämpfern als Unterschlupf dienten.
Zwischen 1979 und 1981 wurden Einwohner der Orte Afaçá und Quelicai nach Mulia (Verwaltungsamt Laga) zwangsumgesiedelt.

## Politik
Bei den Wahlen von 2004/2005 wurde Duarte Ximenes zum Chefe de Suco gewählt. Bei den Wahlen 2009 gewann Joaquim Fernandes Ximenes und wurde 2016. und 2023 in seinem Amt bestätigt.